# Lonchorhina marinkellei
Lonchorhina marinkellei är en fladdermusart som beskrevs av Hernandez-Camacho och Cadena-G 1978. Lonchorhina marinkellei ingår i släktet Lonchorhina och familjen bladnäsor. Inga underarter finns listade i Catalogue of Life.
Artepitet i det vetenskapliga namnet hedrar naturforskaren Cornelius J. Marinkelle som hittade typexemplaret.

## Utseende
Lonchorhina marinkellei är med en underarmlängd av minst 59 mm en av de största medlemmar i sitt släkte. Liksom hos andra släktmedlemmar är den översta delen av hudflikarna på näsan (bladet) lång och spetsig. Ovansidan är täckt av mörkbruna hår med ljusare områden vid huvudet, nacken och kring öronen. Undersidan är ännu ljusare brun på grund av vita hårspetsar. Påfallande är de stora öronen (38 mm långa) och den broskiga fliken i örat (tragus) är likaså lång (19 mm). På de svarta vingarna förekommer några glest fördelade hår. Lonchorhina marinkellei har en hälsporre (calcar) som är lika lång eller längre än foten. Endast hälften av den sista svanskotan ligger utanför svansflyghuden. Djuret blir med svans 129 till 139 mm lång, har en 57 till 64 mm lång svans och 17 till 18,7 mm långa bakfötter.
Arten har i överkäken per sida 2 framtänder, en hörntand, 2 premolarer och 3 molarer. I underkäken finns ytterligare en premolar per sida, alltså 34 tänder i hela tanduppsättningen.

## Utbredning
Denna fladdermus lever i södra Colombia. Den hittas i låglandet och i kulliga områden upp till 200 meter över havet. Berättelser om fynd från regionen Guyana är troligen felaktig. Individerna vilar i grottor eller under överhängande klippor av ensamstående berg (tepui). De äter främst insekter. Habitatet utgörs av ursprungliga regnskogar.

## Ekologi
Arten delar ibland viloplatsen med andra fladdermöss som Lampronycteris brachyotis, Carollia perspicillata eller Peropteryx macrotis.

## Status
I regionen omvandlas det ursprungliga landskapet till odlings- och betesmarker som kan påverka beståndet negativt. Konflikter i samband med narkotikahandeln kan störa Lonchorhina marinkellei. IUCN kategoriserar arten globalt som sårbar.